# Armata 2 (1916-1918)
Armata 2 a fost o mare unitate de nivel operativ-strategic care s-a constituit în prima zi de mobilizare, la 27 august 1916, având în compunere Corpul II Armată (mai puțin Divizia 12 Infanterie  și Corpul III Armată (mai puțin Divizia 13 Infanterie). La intrarea în război, Armata 2 a fost comandată de generalul de divizie Alexandru Averescu. Armata 2 a participat la acțiunile militare pe frontul românesc, pe toată perioada războiului, între 27 august 1916 - 11 noiembrie 1918. 

### Campania anului 1917

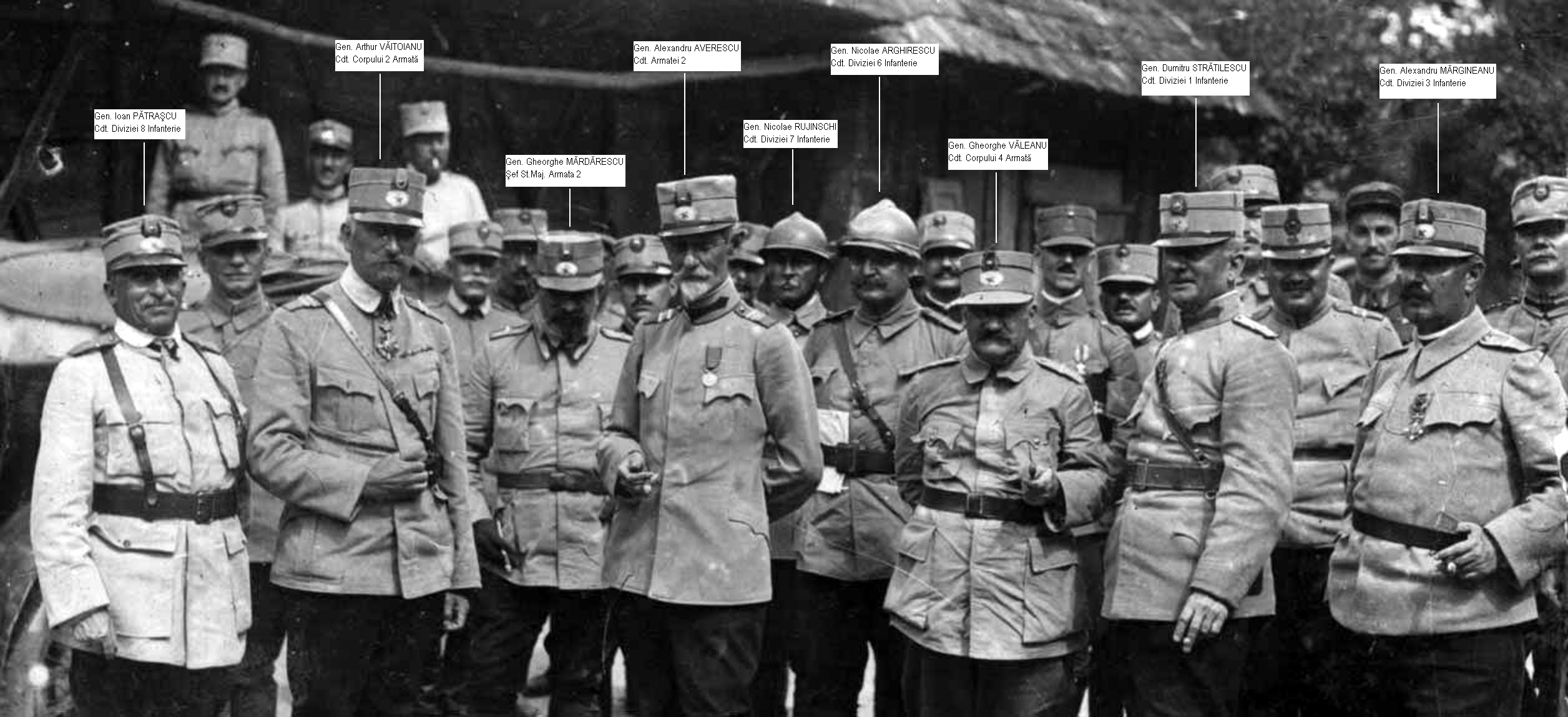
Generalii din Armata 2 (1917)

## Ordinea de bătaie la mobilizare

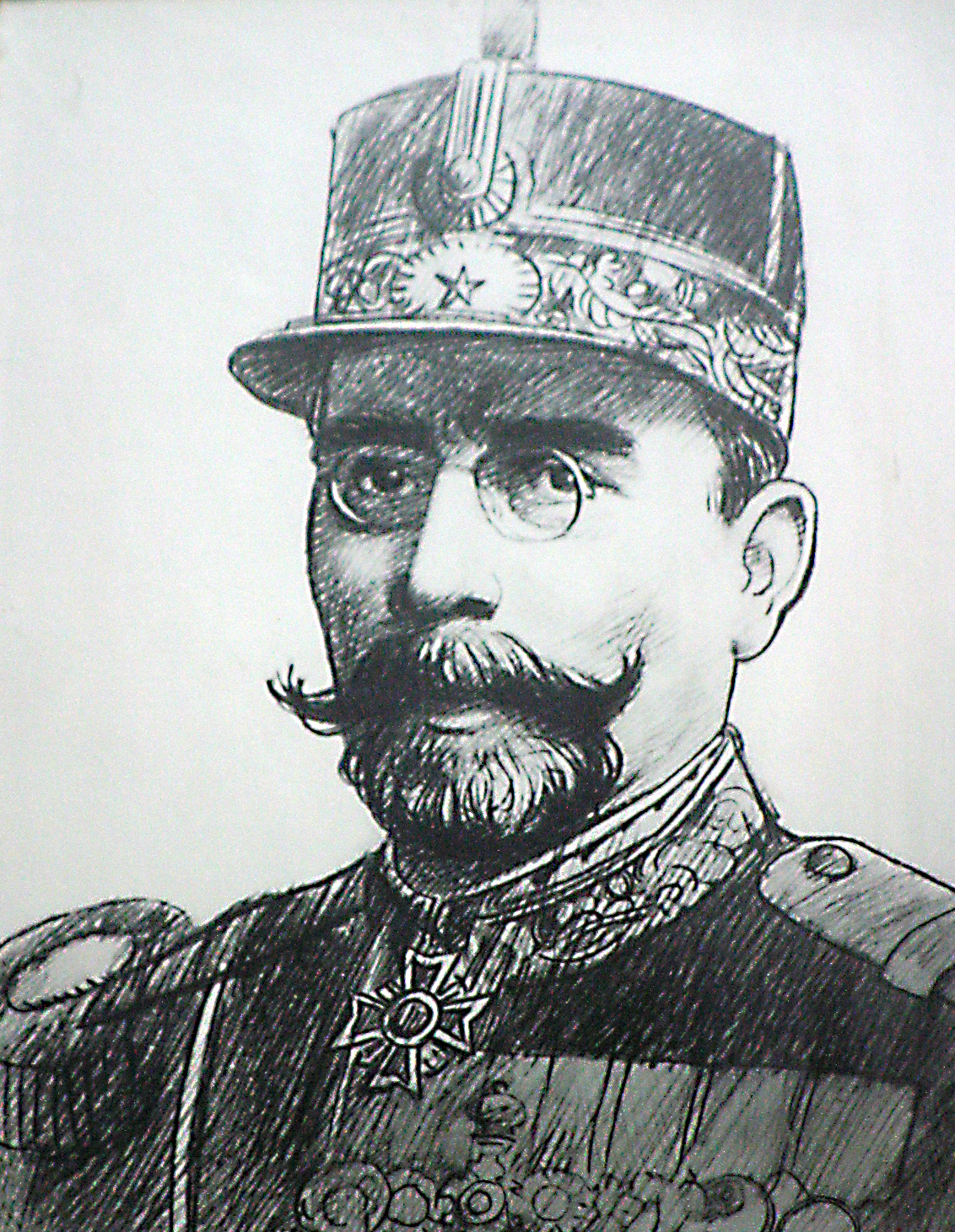
Generalul Grigore Crăiniceanu, comandantul Armatei 2

La declararea mobilizării, la 27 august 1916, Armata 2 avea următoarea ordine de bătaie:

Armata 2
- Cartierul General al Armatei 2
- Corpul II Armată

- Divizia 3 Infanterie

- Regimentul 3 Vânători „Regina Elisabeta”
- Brigada 5 Infanterie

- Regimentul Argeș No. 4
- Regimentul Radu Negru No. 28

- Brigada 6 Infanterie

- Regimentul 3 Dâmbovița No. 22
- Regimentul Muscel No. 30

- Brigada 33 Infanterie

- Regimentul 45 Infanterie
- Regimentul 60 Infanterie

- Brigada 3 Artilerie

- Regimentul 6 Artilerie
- Regimentul 15 Artilerie

- Divizia 4 Infanterie

- Regimentul 6 Vânători
- Brigada 7 Infanterie

- Regimentul Vlașca No. 5
- Regimentul Teleorman No. 20

- Brigada 8 Infanterie

- Regimentul Mihai Viteazul No. 6
- Regimentul 4 Ilfov No. 21

- Brigada 34 Infanterie

- Regimentul 46 Infanterie
- Regimentul 61 Infanterie

- Brigada 4 Artilerie

- Regimentul 2 Artilerie „General de divizie Gheorghe Manu”
- Regimentul 10 Artilerie

- Brigada 3 Călărași
- Serviciile Corpului 2 Armată

- Corpul III Armată

- Divizia 5 Infanterie

- Regimentul 3 Vânători
- Brigada 9 Infanterie

- Regimentul Prahova No. 7
- Regimentul Mircea No. 32

- Brigada 10 Infanterie

- Regimentul Buzău No. 8
- Regimentul Râmnicu Sărat No. 9

- Brigada 35 Infanterie

- Regimentul 50 Infanterie
- Regimentul 64 Infanterie

- Brigada 5 Artilerie

- Regimentul 7 Artilerie
- Regimentul 19 Artilerie

- Divizia 6 Infanterie

- Regimentul 7 Vânători
- Brigada 11 Infanterie

- Regimentul Putna No.10
- Regimentul 6 Tecuci No. 24

- Brigada 12 Infanterie

- Regimentul Siret No. 11
- Regimentul Cantemir No. 12

- Brigada 36 Infanterie

- Regimentul 51 Infanterie
- Regimentul 52 Infanterie

- Brigada 6 Artilerie

- Regimentul 11 Artilerie
- Regimentul 16 Artilerie

- Serviciile Corpului 3 Armată

## Reorganizări pe perioada războiului

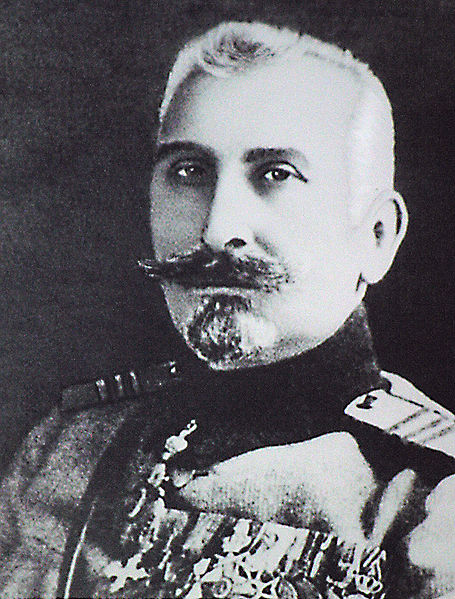
Generalul Arthur Văitorianu, comandantul Armatei 2

În anul 1917, Armata 2 a fost reorganizată chiar pe front, pe două corpuri de armată (2 și 4) cu un total de 6 divizii. La comanda armatei s-a aflat generalul de divizie Alexandru Averescu. Ordinea sa de bătaie era următoarea:

Armata 2
- Cartierul General al Armatei 2
- Corpul II Armată

- Divizia 1 Infanterie

- Regimentul 1 Vânători
- Brigada 1 Infanterie

- Regimentul 17 Infanterie
- Regimentul 18 Infanterie

- Brigada 2 Infanterie

- Regimentul 1 Infanterie
- Regimentul 31 Infanterie

- Brigada 1 Artilerie

- Regimentul 1 Artilerie
- Regimentul 5 Obuziere

- Compania divizionară de mitraliere
- Divizionul de cavalerie
- Batalionul 1 Pionieri

- Divizia 3 Infanterie

- Regimentul 2 Vânători
- Brigada 6 Infanterie

- Regimentul 4 Infanterie
- Regimentul 28 Infanterie

- Brigada 5 Infanterie

- Regimentul 22 Infanterie
- Regimentul 30 Infanterie

- Brigada 3 Artilerie

- Regimentul 6 Artilerie
- Regimentul 15 Obuziere

- Compania divizionară de mitraliere
- Divizionul de cavalerie
- Batalionul 3 Pionieri

- Divizia 12 Infanterie

- Brigada 23 Infanterie

- Regimentul 45/60 Infanterie
- Regimentul 46/61 Infanterie

- Brigada 24 Infanterie

- Regimentul 44/68 Infanterie
- Regimentul 62/70 Infanterie

- Brigada 12 Artilerie

- Regimentul 22 Artilerie
- Regimentul 27/2 Obuziere

- Compania divizionară de mitraliere
- Divizionul de cavalerie
- Batalionul 12 Pionieri

- Corpul IV Armată

- Divizia 6 Infanterie

- Regimentul 7 Vânători
- Brigada 11 Infanterie

- Regimentul 10 Infanterie
- Regimentul 24 Infanterie

- Brigada 12 Infanterie

- Regimentul 11 Infanterie
- Regimentul 12 Infanterie

- Brigada 6 Artilerie

- Regimentul 11 Artilerie
- Regimentul 16 Obuziere

- Compania divizionară de mitraliere
- Divizionul de cavalerie
- Batalionul 6 Pionieri

- Divizia 7 Infanterie

- Regimentul 4 Vânători
- Brigada 13 Infanterie

- Regimentul 15 Infanterie
- Regimentul 27 Infanterie

- Brigada 14 Infanterie

- Regimentul 14 Infanterie
- Regimentul 16 Infanterie

- Brigada 7 Artilerie

- Regimentul 7 Artilerie
- Regimentul 8 Obuziere

- Compania divizionară de mitraliere
- Divizionul de cavalerie
- Batalionul 7 Pionieri

- Divizia 8 Infanterie

- Regimentul 8 Vânători
- Brigada 15 Infanterie

- Regimentul 13 Infanterie
- Regimentul 25 Infanterie

- Brigada 16 Infanterie

- Regimentul 29 Infanterie
- Regimentul 37 Infanterie

- Brigada 8 Artilerie

- Regimentul 12 Artilerie
- Regimentul 17 Obuziere

- Compania divizionară de mitraliere
- Divizionul de cavalerie
- Batalionul 8 Pionieri

- Divizia 1 Cavalerie

- Regimentul 1 Călărași pe jos
- Brigada 2 Roșiori

- Regimentul 4 Roșiori
- Regimentul 9 Roșiori

- Brigada 3 Roșiori

- Regimentul 5 Roșiori
- Regimentul 10 Roșiori

- Divizionul 2 Artilerie Călăreață
- Grupul 1 Automitraliere

- Brigada 2 Călărași

- Regimentul 7 Călărași
- Regimentul 9 Călărași

- Brigada de Grăniceri

- Regimentul 1 Grăniceri
- Regimentul 2 Grăniceri

- Rezerva de artilerie a armatei 2

- Divizionul de munte 63 mm
- Divizionul de munte 75 mm
- Bateria de obuziere 150 mm
- 4 Baterii tunuri lungi 120 mm
- 4 Baterii tunuri lungi 105 mm

- Batalionul 17 Pionieri
- Grupul Aeronautic - Escadrilele 2, 6, 7

## Comandanți
Pe perioada desfășurării Primului Război Mondial, Armata 2 a avut următorii comandanți:
- General de divizie Alexandru Averescu - 15 august 1916 - 25 august 1916
- General de divizie Grigore Crăiniceanu - 25 august 1916 - 25 septembrie 1916
- General de divizie Alexandru Averescu - 25 septembrie 1916 - 27 noiembrie 1917
- General de divizie Arthur Văitoianu - 27 noiembrie 1917 - 1 iunie 1918